# Renée Wagener
Pour les articles homonymes, voir Wagener.
Renée Wagener, née le 21 novembre 1962 à Luxembourg-Ville (Luxembourg), est une historienne, ancienne journaliste et ancienne femme politique luxembourgeoise, ancienne membre du parti écologique Les Verts (déi Gréng). 

## Biographie

### Études et formations
À partir de 1997, elle poursuit des études supérieures de sciences sociales, histoire et littérature à l'Université par correspondance de Hagen (de) en Allemagne. Le sujet de son mémoire de maîtrise est : « L'histoire du droit de vote des femmes au Luxembourg »; et celui de sa thèse de doctorat : « La communauté juive luxembourgeoise entre reconnaissance et exclusion. Reconnaissance civile et pratique étatique et sociale courante entre la fin de la Première Guerre mondiale et le début du XXIe siècle ».

### Activités professionnelles
Elle a travaillé comme journaliste pour l'hebdomadaire Woxx et en tant que collaboratrice scientifique à l'Université du Luxembourg. Renée Wagener travaille en indépendante comme historienne et journaliste.
En novembre 2019, à la suite d'une réunion du conseil de gouvernement, Renée Wagener est nommée membre du conseil d'administration de la radio publique 100,7. Sa nomination intervient après la démission de Laurent Loschetter. Elle se retire fin 2022.

### Carrière politique
Membre du conseil communal de la ville de Luxembourg de 1991 à 1994, à la suite des élections législatives du 12 juin 1994, Renée Wagener fait son entrée à la Chambre des députés pour la circonscription Centre où elle représente le parti Les Verts (GLEI-GAP). Réélue aux élections du 13 juin 1999, elle ne se présente pas aux élections suivantes qui ont lieu le 13 juin 2004.